# Шехзаде Яхья
Яхья́, или Александр (умер в 1649 году в Которе, Османская империя), — претендент на османский трон. Согласно мнению большинства учёных, являлся самозванцем, выдававшим себя за сына Мехмеда III, шехзаде.
Утверждал, что родился в Магнесии у «принца Магомеда» и гречанки Елены «из рода Комниных». Рассказывал, что детство провёл сначала в гареме в Манисе, а после побега Елены с сыном, которая испугалась османского закона, предписывавшего султану убивать братьев — в православном монастыре. Назывался также «граф Александр Черногорский», «Александр Варна». По его словам, крещён был в православии с именем Симон. В русскоязычных источниках и литературе упоминается как «Александр Ахаия», «Александр Оттоманус», поскольку так он сам называл себя в письме русскому царю. В качестве претендента на трон просил у европейских правителей помощи деньгами и войсками, в поисках помощи был во Флоренции, Неаполе, Кракове, Париже, Лондоне, Амстердаме, Праге, на Балканах. Побывал в Русском царстве. Примыкал ко всем мятежам в империи. Несколько раз принимал участие в набегах на Османскую империю: с тосканским флотом, с казаками, с балканскими повстанцами, с венецианцами. В поисках союзников добрался до Месопотамии, Персии и Аравии. Умер в 1649 году в Которе во время экспедиции в Далмацию с венецианскими войсками.

## Легенда

### Истоки легенды
Ещё в XVII веке была написана биография Яхьи «Султан Яхья из османского императорского дома…» (Vita de principe Sultan Jachia cattolico di Casa Ottomana nato nel 1585 dal Sultan), составленная с его собственных слов хорватским писателем, францисканцем Рафаилом Леваковичем. Р. Левакович был спутником, секретарём и другом Яхьи на протяжении многих лет и транслировал в биографии точку зрения самозванца. Кроме того, Яхья написал свою автобиографию по-гречески для митрополита Иова Борецкого, когда прибыл в Киев, так что у современных исследователей есть как минимум два источника о самопрезентации авантюриста. Помимо этих двух биографий, есть упоминания о нём и его истории, рассказанной им самим, в дипломатической переписке. Ламберти, посланник Лукки во Флоренции, в письмах от 1609 года упоминал о Яхье, называя его «турецкий персонаж». В письмах Ламберти есть упоминание о «двух пашах-перебежчиках, которые неизвестно сколько скрывались во многих частях мира. Они также были здесь [во Флоренции]; и подтвердили, что это брат Великого Господина». Большинство историков сомневаются в достоверности свидетельства этих «пашей», имена которых неизвестны. В своих письмах Ламберти пересказывал в кратком варианте легенду Яхьи, хотя и с существенными отличиями от версии Р. Леваковича. Например, бегство Яхьи из Османской империи он (передавая слова самого Яхьи) объяснял бегством от жестокости брата, султана Ахмеда I («scampato dalla crudeltà barbara del secondo suo fratello»).
С самого начала достоверность рассказа Яхьи признавалась не всеми. Не все современники авантюриста были так доверчивы, как Левакович. Король Испании Филипп III утверждал, что Яхья — «embustero» (бесстыдный лгун, хвастун); по мнению Филиппа другие только делали вид, что верили в легенду претендента. Следователи царя Михаила Фёдоровича высказывали сомнения в версии автобиографии Яхьи. Свои сомнения они аргументировали тем, что Яхья не знал простейших православных ритуалов, которые он должен был бы знать, если был крещен в детстве в православие и, тем более, жил в монастыре. Э. Гримстон, встречавший авантюриста во Франции у герцога Неверского в 1614—1615 годах, в «Турецкой истории» Р. Ноллса зафиксировал версию Яхьи-Леваковича. По мнению Э. Гримстона, невозможно определить — самозванец Яхья или нет. Историки XIX века тоже воспринимали информацию критично. Катуалди (Оскар де Хассек), считавший себя потомком Яхьи, в своей книге «Султан Яхья из османского императорского дома…», описывая происхождение своего предка и его жизнь до вступления в контакт с европейскими правителями, воспроизвёл рассказ Р. Леваковича, о чём сам сообщил во введении. Но и он отметил невозможность точного определения — является Яхья сыном султана или самозванцем. Левински называл свою статью о Яхье «Турок-авантюрист XVII века…», Й. Хаммер считал Яхью авантюристом, он, как и Н. Йорга, уделил ему внимание лишь в короткой сноске. П. Кулиш и М. Грушевский считали Яхью мошенником и самозванцем. А. Бертье-Делагард высказывался так: «темный проходимец, будто бы турецкий царёк Александр Ахия (Ягья, будто бы брат падишаха Ахмета)».
По мнению ряда современных учёных (О. Усенко, В. Королёв, О. Булатецкий, П. Сас, Джамманко, Фаруки, К. Лука), Яхья — самозванец и авантюрист, «мнимый принц», «мнимый сын Мехмеда», В. Остапчук утверждает, что родство претендента с Мехмедом III «маловероятно» . М. Розен считает, что нет доказательств, способных подтвердить или опровергнуть происхождение Яхьи от султана. Л. Пирс, изучавшая документы гарема, в которых фиксированы расходы на каждую наложницу и каждого ребёнка султана, не упоминает Елену-Ляльпаре и Яхью. Д. Алдерсон (историк, автор книги «Структура Османской династии») не упоминал о наличии наложницы Ляльпаре-Елены и такого сына у Мехмеда, нет такого упоминания у М. Сюрейи (автор первого шеститомного биографического османского словаря) и у профессора Феридуна Эмеджена в статье о Мехмеде в Исламской энциклопедии. Дж. Бенцони в статье о Яхье в Биографическом словаре итальянцев тоже указал, что такой сын у Мехмеда неизвестен. Н. Малкольм допускает возможность, что Яхья действительно принадлежал к династии Османов и являлся сыном султана.

### Происхождение

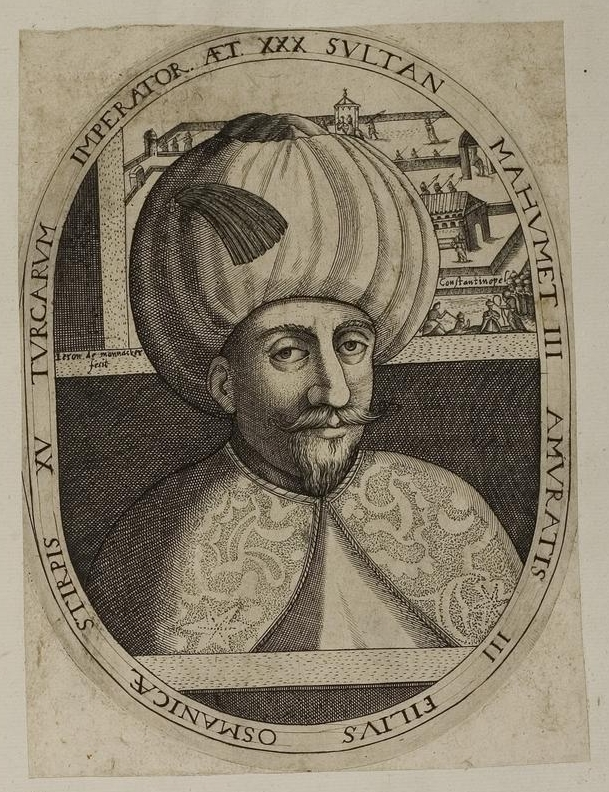
Мехмед III

Согласно рассказам Яхьи и автобиографии, которую он написал для Иова Борецкого, митрополита Киевского, он родился в «местечке Макгнисии», где находилась школа для обучения сыновей султана с 15 лет. Его отец, «Султан Магомед», находился там с 15 лет и был «над Макгнисею уделным князем». Мать его была дочерью грека Георгия из Трапезунда, носившая имя «султана Ляльпаре» (в крещении — Елена). По утверждению Яхьи, она происходила из рода Комниных. Дата рождения Яхьи, согласно одной из его легенд, 23 октября 1585 года. В другой автобиографии, написанной для Иова Борецкого, Яхья сообщал, что в 1604 году ему было 15 лет. Он утверждал, что был третьим по старшинству сыном «Султана Магомеда». В рассказе о рождении Яхьи есть всё, что нужно для романа: удивительная красота гречанки, похищение девушки, безумная любовь наследника. Как заметил Н. Малколм: «если бы только половина его утверждений была правдой, история его жизни была бы страннее, чем самый экстравагантный исторический роман».
В 1595 году умер отец Мехмеда, Мурад III, и Мехмед отдал приказ о казни своих девятнадцати братьев. Елена (Ляльпаре), испугалась, что после смерти Мехмеда султаном станет один из его двух старших сыновей, а Яхья будет удавлен. Желая спасти сына, она устроила побег с помощью евнуха Хасана Мехмета-бея, болгарина. Было объявлено, что принц умер, и вместо него похоронили мертвого мальчика, тело которого добыл и пронёс в гарем Хасан. Елена сбежала после похорон, и вот тогда султан Мехмед, оплакивавший сына, узнал о побеге и понял, что его обманули. Он страшно разгневался, приказал выкопать тело мальчика, похороненного в императорской усыпальнице вместо Яхьи, и бросить его собакам. Яхья с матерью, её отцом (Георгием), её сестрой Флорой и евнухом Хасаном добрались до города Салоники, где они явились к епископу Козьме и попросили предоставить убежище. Козьма поместил Елену в монастырь святой Феодоры, а Яхью евнух Хасан и дед отвезли в Македонию, в монастырь святой Анастасии, где настоятель Мило крестил его в присутствии деда. Р. Левакович сообщал со слов претендента, что при крещении ему было дано имя Симон, однако в автобиографии самозванца, посланной Иовом Борецким в Москву, Яхья лично писал, что его «крестили Александром». В монастыре у Мило Яхья прожил 7—8 лет.

## Биография
|                                      |                                      |                                      |                                      |                                      |                                      |                            |                            |                            |                            |                            |                            |                    |                    |                    |                    |                    |                    | Мехмед III 1566—1603 мнимый отец Яхьи |                    |                    |                    |                    |                    |                                                           |                                                           |                                                           |                                                           |                                                           |                                                           |  |  |  |  |  |  |  |  |  |  |  |  |  |  |  |  |  |  |  |  |  |  |  |  |  |  |  |  |
|                                      |                                      |                                      |                                      |                                      |                                      |                            |                            |                            |                            |                            |                            |                    |                    |                    |                    |                    |                    |                                       |                    |                    |                    |                    |                    |                                                           |                                                           |                                                           |                                                           |                                                           |                                                           |  |  |  |  |  |  |  |  |  |  |  |  |  |  |  |  |  |  |  |  |  |  |  |  |  |  |  |  |
|                                      |                                      |                                      |                                      |                                      |                                      |                            |                            |                            |                            |                            |                            |                    |                    |                    |                    |                    |                    |                                       |                    |                    |                    |                    |                    |                                                           |                                                           |                                                           |                                                           |                                                           |                                                           |  |  |  |  |  |  |  |  |  |  |  |  |  |  |  |  |  |  |  |  |  |  |  |  |  |  |  |  |
| Селим                                | Селим                                | Селим                                | Селим                                | Селим                                | Селим                                | Махмуд                     | Махмуд                     | Махмуд                     | Махмуд                     | Махмуд                     | Махмуд                     | (?)Яхья(?)         | (?)Яхья(?)         | (?)Яхья(?)         | (?)Яхья(?)         | (?)Яхья(?)         | (?)Яхья(?)         | Ахмед I 1603—1617                     | Ахмед I 1603—1617  | Ахмед I 1603—1617  | Ахмед I 1603—1617  | Ахмед I 1603—1617  | Ахмед I 1603—1617  | Мустафа I 22.11.1617 — 26.02.1618 20.05.1622 — 10.09.1623 | Мустафа I 22.11.1617 — 26.02.1618 20.05.1622 — 10.09.1623 | Мустафа I 22.11.1617 — 26.02.1618 20.05.1622 — 10.09.1623 | Мустафа I 22.11.1617 — 26.02.1618 20.05.1622 — 10.09.1623 | Мустафа I 22.11.1617 — 26.02.1618 20.05.1622 — 10.09.1623 | Мустафа I 22.11.1617 — 26.02.1618 20.05.1622 — 10.09.1623 |  |  |  |  |  |  |  |  |  |  |  |  |  |  |  |  |  |  |  |  |  |  |  |  |  |  |  |  |
| Селим                                | Селим                                | Селим                                | Селим                                | Селим                                | Селим                                | Махмуд                     | Махмуд                     | Махмуд                     | Махмуд                     | Махмуд                     | Махмуд                     | (?)Яхья(?)         | (?)Яхья(?)         | (?)Яхья(?)         | (?)Яхья(?)         | (?)Яхья(?)         | (?)Яхья(?)         | Ахмед I 1603—1617                     | Ахмед I 1603—1617  | Ахмед I 1603—1617  | Ахмед I 1603—1617  | Ахмед I 1603—1617  | Ахмед I 1603—1617  | Мустафа I 22.11.1617 — 26.02.1618 20.05.1622 — 10.09.1623 | Мустафа I 22.11.1617 — 26.02.1618 20.05.1622 — 10.09.1623 | Мустафа I 22.11.1617 — 26.02.1618 20.05.1622 — 10.09.1623 | Мустафа I 22.11.1617 — 26.02.1618 20.05.1622 — 10.09.1623 | Мустафа I 22.11.1617 — 26.02.1618 20.05.1622 — 10.09.1623 | Мустафа I 22.11.1617 — 26.02.1618 20.05.1622 — 10.09.1623 |  |  |  |  |  |  |  |  |  |  |  |  |  |  |  |  |  |  |  |  |  |  |  |  |  |  |  |  |
|                                      |                                      |                                      |                                      |                                      |                                      |                            |                            |                            |                            |                            |                            |                    |                    |                    |                    |                    |                    |                                       |                    |                    |                    |                    |                    |                                                           |                                                           |                                                           |                                                           |                                                           |                                                           |  |  |  |  |  |  |  |  |  |  |  |  |  |  |  |  |  |  |  |  |  |  |  |  |  |  |  |  |
|                                      |                                      |                                      |                                      |                                      |                                      |                            |                            |                            |                            |                            |                            | Осман II 1618—1622 | Осман II 1618—1622 | Осман II 1618—1622 | Осман II 1618—1622 | Осман II 1618—1622 | Осман II 1618—1622 | Мурад IV 1623—1640                    | Мурад IV 1623—1640 | Мурад IV 1623—1640 | Мурад IV 1623—1640 | Мурад IV 1623—1640 | Мурад IV 1623—1640 | Ибрагим I 1640—1648                                       | Ибрагим I 1640—1648                                       | Ибрагим I 1640—1648                                       | Ибрагим I 1640—1648                                       | Ибрагим I 1640—1648                                       | Ибрагим I 1640—1648                                       |  |  |  |  |  |  |  |  |  |  |  |  |  |  |  |  |  |  |  |  |  |  |  |  |  |  |  |  |
|                                      |                                      |                                      |                                      |                                      |                                      |                            |                            |                            |                            |                            |                            | Осман II 1618—1622 | Осман II 1618—1622 | Осман II 1618—1622 | Осман II 1618—1622 | Осман II 1618—1622 | Осман II 1618—1622 | Мурад IV 1623—1640                    | Мурад IV 1623—1640 | Мурад IV 1623—1640 | Мурад IV 1623—1640 | Мурад IV 1623—1640 | Мурад IV 1623—1640 | Ибрагим I 1640—1648                                       | Ибрагим I 1640—1648                                       | Ибрагим I 1640—1648                                       | Ибрагим I 1640—1648                                       | Ибрагим I 1640—1648                                       | Ибрагим I 1640—1648                                       |  |  |  |  |  |  |  |  |  |  |  |  |  |  |  |  |  |  |  |  |  |  |  |  |  |  |  |  |
|                                      |                                      |                                      |                                      |                                      |                                      |                            |                            |                            |                            |                            |                            |                    |                    |                    |                    |                    |                    |                                       |                    |                    |                    |                    |                    | Мехмед IV 1648—1687                                       |                                                           |                                                           |                                                           |                                                           |                                                           |  |  |  |  |  |  |  |  |  |  |  |  |  |  |  |  |  |  |  |  |  |  |  |  |  |  |  |  |
| Султаны, упомянутые в биографии Яхьи | Султаны, упомянутые в биографии Яхьи | Султаны, упомянутые в биографии Яхьи | Султаны, упомянутые в биографии Яхьи | Султаны, упомянутые в биографии Яхьи | Султаны, упомянутые в биографии Яхьи | Мнимые старшие братья Яхьи | Мнимые старшие братья Яхьи | Мнимые старшие братья Яхьи | Мнимые старшие братья Яхьи | Мнимые старшие братья Яхьи | Мнимые старшие братья Яхьи |                    |                    |                    |                    |                    |                    |                                       |                    |                    |                    |                    |                    |                                                           |                                                           |                                                           |                                                           |                                                           |                                                           |  |  |  |  |  |  |  |  |  |  |  |  |  |  |  |  |  |  |  |  |  |  |  |  |  |  |  |  |

Два старших сына Мехмеда умерли до смерти отца: Селим скончался от скарлатины в 1597 году, Махмуд был казнён в июне 1603 года. В декабре 1603 года умер султан Мехмед III; на трон взошёл сын Мехмеда III, Ахмед I, бывший по утверждению Яхьи только четвёртым сыном. Яхья решил, что по закону султаном и халифом должен стать он, так как считал себя старшим представителем династии. Яхья принял участие, по его рассказам, в восстаниях Пири-паши (Peri-Pascià) и Кара-Саида (Kara Said). Оба были подавлены, но Яхья смог спастись, хотя и был ранен. Р. Левакович писал, что тот самый евнух, который помог Елене с сыном бежать, поехал в Константинополь для того, чтобы поговорить с Дервиш-пашой (Deriuspassa), тоже болгарином, узнать его отношение к Яхье и, возможно, подговорить его убить Ахмеда. По версии Яхьи-Леваковича, вскоре был получен ответ. Яхья приглашался в столицу, и, якобы, в письме были подписи таких лиц, как муфтий. Яхья прибыл в Константинополь, наряженный дервишем, и встретился с муфтием, а Дервиш-паша стал рассылать письма, собирая сторонников. В итоге его деятельность не осталась незамеченной, и Ахмед приказал казнить его, сказав: «Этот пёс ещё жив?». Яхья бежал.
Яхья отправился искать помощи в христианских странах. Сначала он проехал Молдову, Валахию и Польшу. Когда он прибыл в Краков, то не смог попасть к королю, а татары из королевской гвардии пытались убить самозванца. Затем Яхья вернулся в Грецию навестить мать, епископа Козьму и аббата Мило, и рассказать им о своей неудаче. Они снабдили его бумагами — приготовили документы, подтверждающие его крещение и идентифицирующие его как османского принца. С этими документами и двумя подаренными ему рабами 20 июня 1608 года Яхья явился в Прагу, где находился двор Рудольфа II. При этом дворе находились двое турок, один из них утверждал про себя, что он из Анатолии, а второй — что он владельц зеамета в Румелии. Эти турки, якобы, были знакомы с историей Яхьи и подтвердили её, и в результате чего притязания самозванца были признаны при дворе за достоверные. Ахмед I потребовал передать претендента ему, но Рудольф не выдал Яхью, а снабдил деньгами и отправил во Флоренцию. С этого момента начинаются скитания Яхьи по европейским дворам в поисках денег и войск.

### В Тоскане. Подтверждения легенды
Яхья прибыл в Тоскану под именем венгерского вельможи Пальфи (Pálffy). К этому времени Фердинанд I, пригласивший самозванца, умер, и Яхью принял от имени двора аудитор Кавалли, который отнёсся к рассказам самозванца критично, стал расспрашивать претендента о деталях его истории и требовать доказательств. Не достигнув понимания с Кавалли, Яхья уехал в Анкону и решил готовиться к кампании в Леванте, однако дон Рафаэль Медичи, отец посла Тосканы в Праге, уговорил его вернуться. Во Флоренции новый герцог Козимо дал Яхье аудиенцию, а в Османскую империю был направлен греческий священник Джорджо Москетти, чтобы навести справки и выяснить, насколько рассказанная претендентом история соответствует истине. 3 августа 1609 года Москетти отправился в путь.

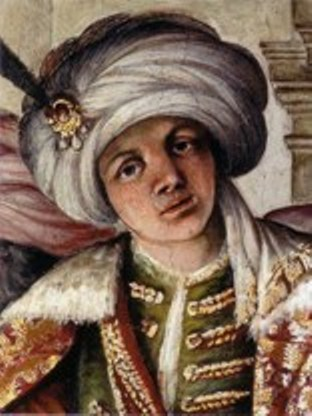
Роберт Ширли

В это время европейские страны стремились найти союзников для сопротивления экспансии османов. Например, в августе 1609 года во Флоренцию прибыл с посланием от шаха Аббаса Роберт Ширли, находившийся в Персии в качестве английского посла. Целью посольства было установление связей с новым великим герцогом и создание лиги против Османской империи. Так что в ракурсе создания антиосманского союза Яхья со своими планами был кстати. В сопровождении мальтийского рыцаря Борегара претендент отправился в Рим к папе Павлу V. В Риме их поселили во дворце Вирджинио Орсини, и вскоре самозванец удостоился аудиенции у кардинала Беллармина и папы, которые говорили с ним с «большой добротой» и расположением. Пробыв 8 дней в Риме, Яхья вернулся во Флоренцию, чтобы с тосканскими отрядами на галеонах отправиться в Левант из Ливорно.

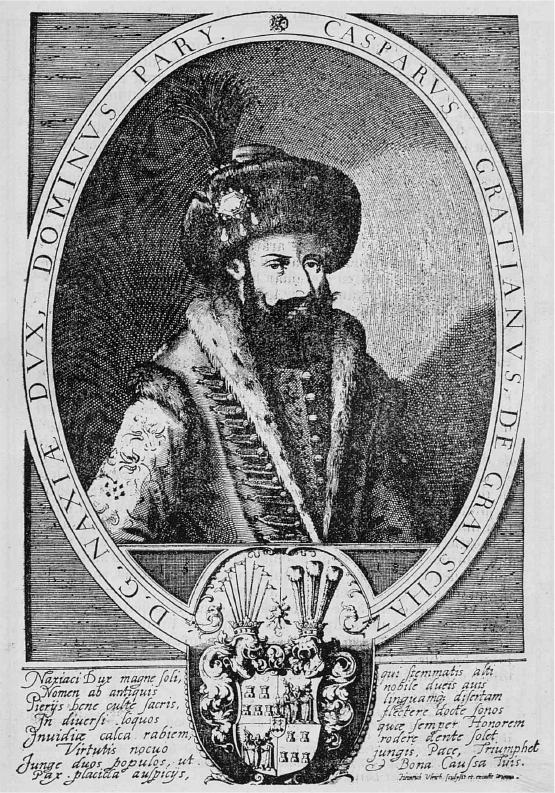
Гаспар Грациани

Когда эскадра уже находилась у берегов Ливана, санджакбей Родоса Али-бей узнал, что Яхья находится на одном из судов. Али-бей не рискнул атаковать эскадру из 16 кораблей и вызвал подкрепление, а затем, возглавив пришедшую флотилию из 50 галер и 2 галеасов он отправился к берегам Кипра на поиски. У берегов Карамана, состоялся бой, в котором победа осталась за итальянцами, турецкие суда отошли к Фамагусте, тосканские — к Александретте. Весной Борегар повёл флотилию и Александретты в Тир и доставил эмиру Фахр ад-Дину письмо от Козимо, который подтверждал стремление Флоренции сохранить договор, подписанный с Фердинандом. Всё это время османские чиновники не теряли надежды схватить Яхью: бейлербей Дамаска предложил Фахр ад-Дину схватить самозванца и выдать ему. Неизвестно, согласился ли Фахр ад-Дин, но Борегар не разрешал Яхье спускаться на берег, опасаясь провокаций. Вали Диярбакыра, Насух-паша, проявлял желание встретиться с Яхьей, но Борегар, подозревая, что тот хотел выдать Яхью султану, не допустил этой встречи. Во Флоренцию Яхья вернулся с флотом через 21 месяц после начала экспедиции. Во время его пребывания во Флоренции туда несколько раз приезжал Гаспар Грациани с письмами от османских заговорщиков, предлагавших ему поехать в Албанию и подготовить восстание против Ахмеда. Яхью уверяли в письмах, что 13 тысяч человек готовы выступить против османов и признать его императором греков. Гаспар Грациани, считавшийся «знатоком османского рода», подтверждал историю Яхьи. Турок-чауш (офицер), служивший великому герцогу Тосканскому, сообщил, что «видит в Яхье характерные черты османского императорского дома».

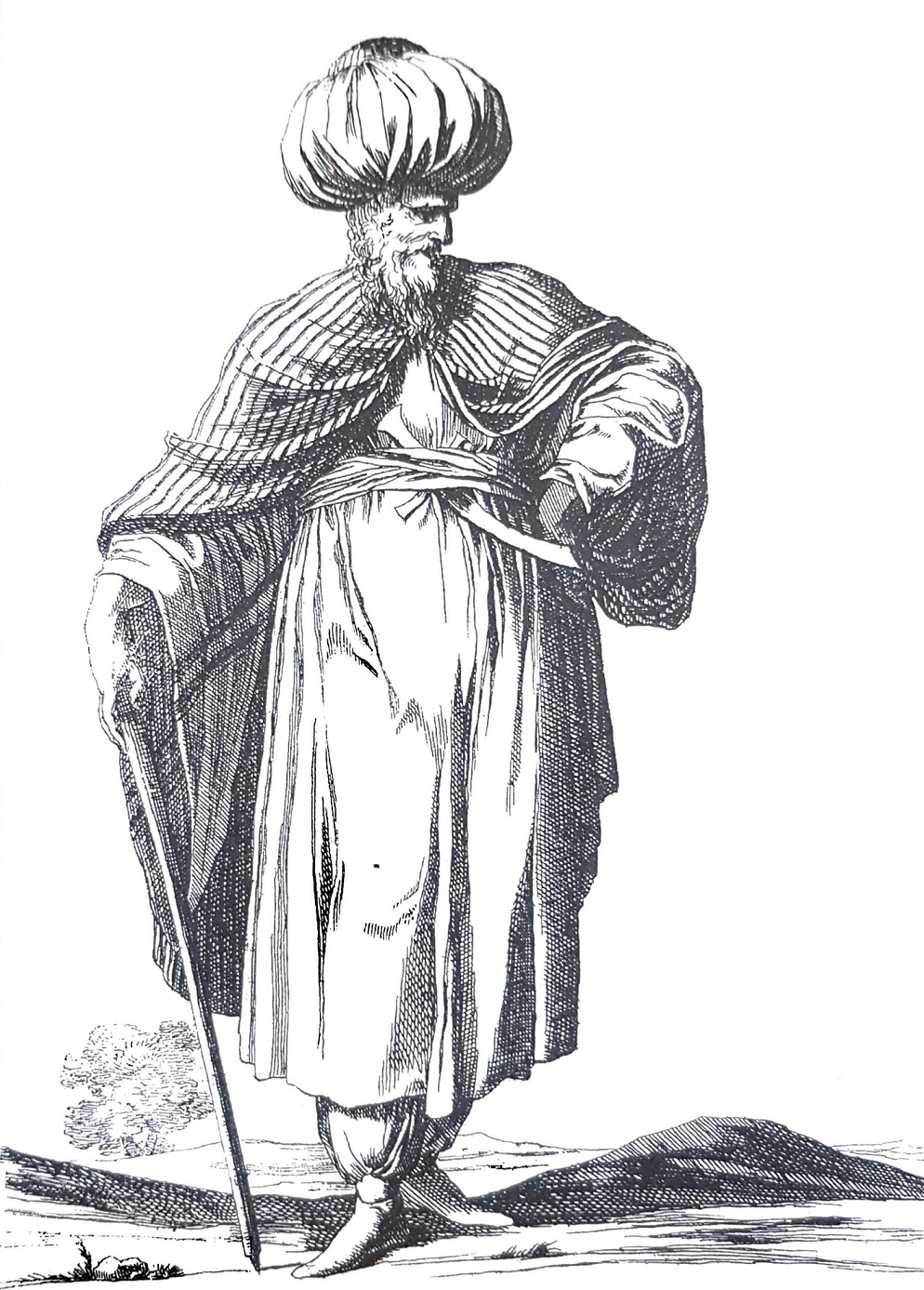
Фахр ад-Дин

В конце 1611 года во Флоренцию вернулся Москетти и предоставил свой отчёт. Якобы, на острове Хиос он встретил некую матрону, которая говорила, что у неё в серале была знакомая. С её слов, мать султана Ахмеда и Ахмед искали Яхью, чтобы убить, потому что у Яхьи больше прав на престол. Москетти сообщил также, что в Македонии никаких следов Яхьи он не нашёл, не нашёл и его мать в монастрыре, названном Яхьей, однако, по словам Москетти, христиане в Турции подтверждали то, что Яхья был вторым, а Ахмед — третьим сыном Мехмеда III. В своём докладе он отметил, что о Яхье поют песни, и что он внешне похож на сыновей Мехмеда.
Ещё одно «подтверждение» происхождения Яхьи возникло с прибытием в Тоскану Фахр ад-Дина. Его политика вызвала недовольство у султана, бейлербею Дамаска было приказано напасть на него. В итоге в сентябре 1613 года он покинул Ливан с женой, дочерью и секретарём и сбежал во Флоренцию. Когда Фахр ад-Дин встретил Яхью, он распростёрся перед ним ниц, как принято перед султаном, и заявил, что Яхья похож на Ахмеда, как копия.

### Скитания по Европе
Козимо Медичи написал письмо королю Испании, рекомендуя ему Яхью. После восемнадцати месяцев ожидания курьер Католического короля прибыл во Флоренцию с письмом к великому герцогу, в котором король просил отправить Яхью в Неаполь. В письме от 10 мая 1613 года графу Лемосу, вице-королю Неаполя, король рекомендовал относиться к Яхье с уважением. Итогом этих переговоров стал переезд претендента в Неаполь, где ему были предоставлены резиденция, выезд (лошади и кареты), ежемесячное пособие в размере 1 тысяч скуди. Претендент просил оружие, боеприпасы и галеры, он писал королю о своих планах похода в Трансильванию. В феврале 1614 года Яхья начал требовать активных действий, его переписка с представителями других государств активизировалась. Эта переписка возбудила подозрения графа Лемоса, поскольку он заметил несовпадения в рассказах претендента, после чего обвинил Медичи в фальсификации рождения Яхьи, с целью избавиться от бесполезной, дорогостоящей и ненужной персоны самозванца. В итоге, не получив желаемой помощи от Испании, Яхья покинул Неаполь и направил свои стопы на Балканы.
Новый патриарх в Пече, Паисий, не поддержал претензии Яхьи, однако самозванец нашёл общий язык с жаждавшим восстания против турок Виссарионом, архиепископом Белграда и племянником предыдущего патриарха Иоанна. Яхья и Виссарион связались с известным разбойником Верго, промышлявшим в Стара-Планине. И у Верго, и у Виссариона были последователи, рассеянные по всему региону. Р. Левакович описал, как Яхья, Верго и Виссарион собрались на совет во Фракии в горах, собрав свои силы. На совете было решено, что сил недостаточно для выступления, и что Яхья должен в Европе искать дополнительной помощи у Морица Оранского. Яхья поехал к нему в Антверпен на переговоры, где пытался получить 100 тысяч солдат, однако Мориц был не в состоянии оказать такую помощь, хотя и поддерживал Яхью. В итоге в 1616 году Яхья вернулся в Сербию, чтобы сообщить друзьям о неудаче своей миссии. К этому времени Верго уже было 72 года, и он решил уйти на покой в монастырь, оставив все свои запасы вооружений Яхье. Самозванец немедленно ими воспользовался: Р. Левакович сообщал о вторжении в марте 1617 года 60 тысячной армии Яхьи в Косово и поражении, понесённом им от паши Софии (бейлербея Румелии). Второй раз в этом году, но уже в Боснии с помощью архиепископа Виссариона, Яхье удалось поднять 17 тысяч повстанцев в горах и напасть на Скопье, Нови-пазар, Ново-Брдо и Приштину. И опять мятеж был подавлен, а раненному Яхье удалось скрыться. Вылечившись, он поехал через Болгарию, Валахию и Молдову в Польшу, где сначала был арестован кастеляном города Каменец, Калиновским, однако вскоре отпущен по приказу великого коронного канцлера.
Из Кракова (октябрь 1617 года) Яхья написал во Флоренцию своей покровительнице герцогине Кристине, описав свои приключения после отъезда из Тосканы. В это время (17 ноября 1617 года) умер султан Ахмед, «брат» Яхьи, и на престол был возведён безумный Мустафа I («племянник»). В планах Яхьи смена султанов ничего не меняла. Он прибыл в Париж к герцогу Карлу Неверскому, который замышлял поход на Константинополь. Карл Гонзага доброжелательно встретил претендента и приветствовал его, он согласился принять участие в деле Яхьи и субсидировать его деньгами, что задержало самозванца рядом с ним в Париже и Невере. Однако Гонзага имел свой интерес и сам стремился к трону Константинополя. Конечно, когда Яхья это понял, в отношениях между ним и герцогом Неверским произошло охлаждение.
Париж Яхья покинул и перебрался в Вену. 10 февраля 1618 года эрцгерцог Фердинанд выдал ему документы на имя графа Александра Черногорского — такое имя Яхья использовал на Балканах, считая, что оно более приемлемо для славян. В 1618—1620 годах Яхья из Граца обращался попеременно то к Козимо, то к Фердинанду, то к папе Павлу V, и пытался собрать в горах Стара-Планина повстанцев. В это время султана Мустафу сместили (18 февраля 1618 года) и на несколько месяцев возвели на престол его племянника Османа II, который в мае тоже был свергнут. После убийства Османа через два дня после его свержения султаном опять стал Мустафа. Яхья отправился в Крым, к Мехмеду Гераю, оттуда поехал в Армению, Месопотомию, Персию и Аравию, где посетил гробницу Мухаммада в Мекке. За это время Мустафа был смещен вторично 10 февраля 1623 года и удавлен, а на трон был возведён Мурад IV. По возвращении из Мекки Яхья отправился в провинцию Сивас и свёл дружбу под фальшивым именем с мятежным Абаза-Пашой. В Европу он вернулся через Константинополь, сразу направившись в горы Стара-Планина, где узнал о смерти своего союзника архиепископа Виссариона. Поскольку на Балканах союзников у него не осталось, претендент отправился в Вену, откуда через священников-кармелитов вступил в переговоры с гетманом Радзивиллом и командирами лисовчиков, уговаривая их совершить набег на Валахию. От поляков он получил совет обратиться к казакам.

### В Киеве и России
«прочитавши эту повесть, поймешь ты, что божею благодатью приближается уже конец нечестивого вавилонского турецкого царства, и когда исповедующие восточное православие прийдут к согласию, то сразу наступит тому начало. Молимся..., чтобы, разбивши тяжелые оковы православных, дал церкви своей и православному множеству единоверных греков достигнуть желаемой, дорогой свободы. Просим, чтобы и вы с благочестивым царем вашим подали руку помощи единоверным братьям...»
21 октября 1624 года Яхья прибыл в Киев и начал организовывать поход к турецким берегам. Митрополит Иов Борецкий заинтересовался планами Яхьи организовать антиосманский союз с участием казаков, войск Московского царя и европейских государств, хотя и невозможно понять, насколько митрополит поверил в легенду о происхождении претендента. Митрополит велел Яхье написать свою биографию, которую перевёл с греческого и отправил вместе со своим письмом путивльскому воеводе. Иов принял активное участие в организации похода, он сам ездил к казакам, и совместно с казаками и Яхьей направил посольство в Москву, которое выехало из Запорожья 2 января 1625 года..
В итоге в 1625 году состоялся набег донцов и запорожцев на османское побережье, в котором принимал участие и Яхья. В версии Яхьи-Леваковича рассказ об этом походе выглядит так: казаки приняли предложение Яхьи атаковать Константинополь. Турки, узнавшие о планах казаков, приготовились к защите. В походе участвовало 860 стругов и 80 тысяч человек. Казаки осадили Трабзон, Синоп и Каффу и объявили Яхью турецким царём. Далее они отплыли в Босфор, чтобы напасть на Константинополь. Левакович описал ужас в Константинополе, при получении известия о прибытии казаков. Согласно его словам, турецкому флоту из 60—70 галер чудом с помощью шторма удалось отбиться.
«посланный киевским митрополитом луцкий епископ говорил в Москве в начале февраля 1625 года, что весною запорожцы собираются идти морем на турок, а воевода из Путивля доносил, что на Запорожье собралось было до 30 тыс. козаков около какого-то темного проходимца, будто бы турецкого царька Александра Ахии (Ягья, будто бы брат падишаха Ахмета), но, узнав, что гетман Конецпольский с польским войском идет к Киеву, разошлось, чтобы собираться по городам для сопротивления полякам, а 1 -го сентября оттуда уехал и Ахия, объявившийся потом через Киев в том же Путивле».
Анализируя известные сообщения как обо всех казацких набегах на территории Османской империи в 1625 году, так и о конкретном предположительном походе Яхьи, В. Королёв сделал вывод, что этот поход казаков был не единственный, что не Яхья уговорил и повёл за собой казаков, а они и так постоянно совершали набеги на территории Османской империи. Также В. Королёв утверждал, что Яхья не был командующим, он только присутствовал и участвовал, его роль и значение в походе сильно преувеличивается Р. Леваковичем. Кроме того, Р. Левакович ошибся, и основное сражение было не у Боспора, а у села Карахарман недалеко от дельты Дуная. Исследования источников показали, что против казаков выступили галеры (21—22 судна) под командованием адмирала Реджепа-паши, курсировавшие в Чёрном море. Сражение завершилось победой османского флота, но, по словам французского посла: «если бы не поднялся к счастью для паши… ветер, то казаки разбили бы наголову его армию». Состав казачьей флотилии В. Королёв оценил как «около 130 чаек».
После набега османы потребовали от поляков выдачи самозванца, и коронный гетман Конецпольский вторгся на территорию Сечи. Яхью прятал митрополит Иов (для которого ранее Яхья написал свою автобиографию). Затем Яхья бежал в Астрахань, в земли Михаила Фёдоровича, поскольку поляки усиленно его искали. В Москве его приезд создал проблему, потому что власти опасались ухудшать отношения с Османской империей, требовавшей выдачи Яхьи, но при этом выдавать христианина мусульманам тоже не хотели. Ему велено было остановиться в Мценске, куда выехал пристав и следователи для выяснения личности и намерений авантюриста. По отчётам следователей «Ахия смышлѐн и в речи остерегателен, и языки говорит и грамоте научен многих земел». Однако следователи в своих сообщениях в Москву высказывали сомнения в рассказах самозванца, находя в них противоречия. Самозванец устал ждать результатов проверки и попросил разрешения на отъезд. Похоже, он покинул Россию через Архангельск в августе—сентябре 1626 года.

### Дальнейшие попытки и скитания

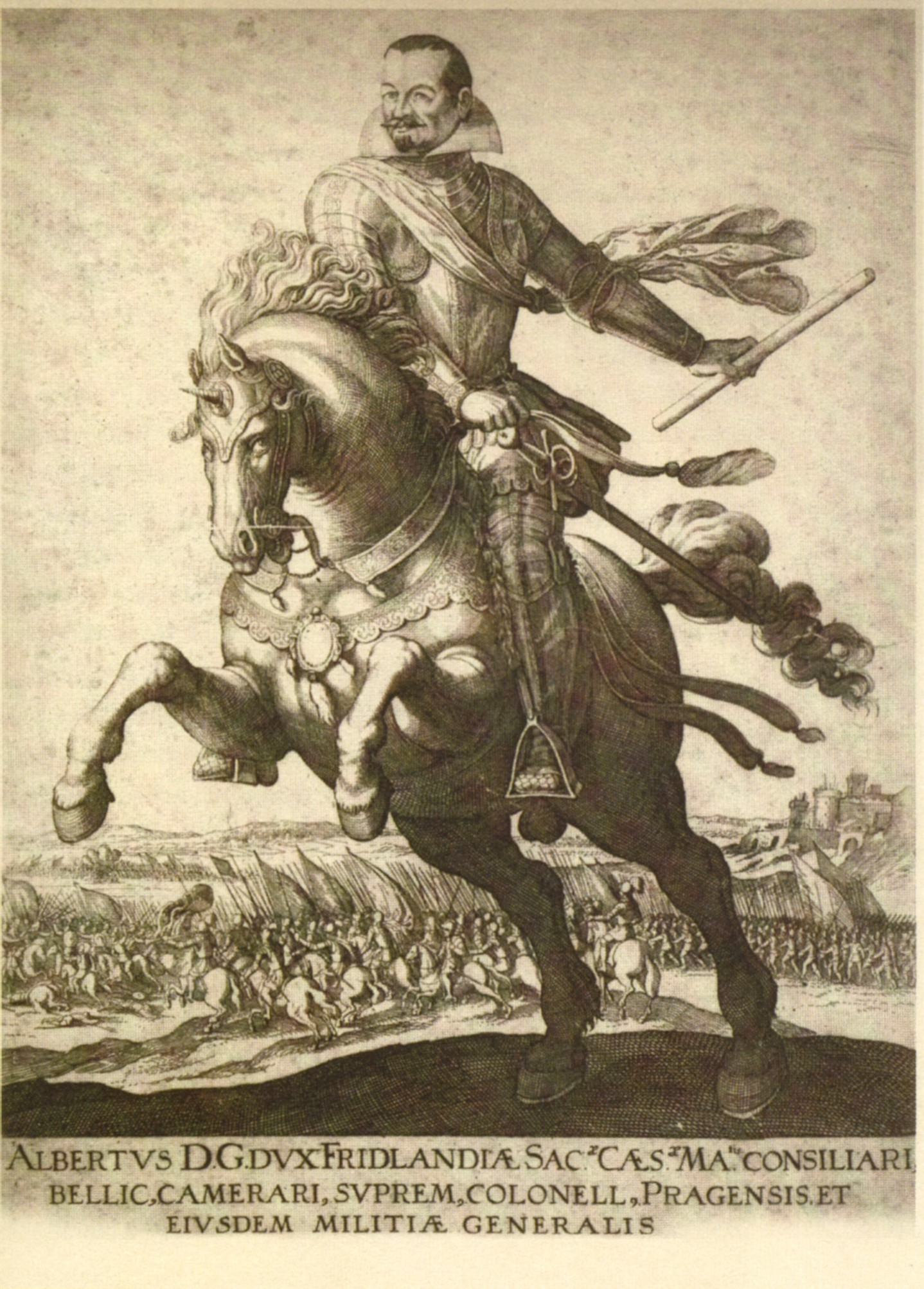
Валленштейн на коне

Из России через Архангельск претендент уехал в Германию, а затем в Нидерланды, где он присоединился к принцу Оранскому и принял участие в 1627 году в осаде Грунло. После этого Яхья отправился в Гамбург, откуда отправил 4 июня 1627 года письма с отчётами Марии Магдалене Тосканской и Фердинанду II. Также претендент подготовил изложение своих мыслей по поводу «Турецкой империи», которое отослал в Прагу к императорскому двору. 30 апреля 1628 года Фердинанд Медичи прибыл в Нюрнберг, где встретился с самозванцем. Герцог направлялся в Прагу, к своему дяде-императору (Мария Магдалена, мать Фердинанда II Медичи, была сестрой императора Фердинанда), и Яхья поехал вместе с ним. Они появились в Праге в 1628 году, но вся помощь, которая была получена самозванцем, состояла в совете обратиться к Валленштейну, приглашавшему самозванца в Мекленбург. 7 июня 1629 года претендент приехал в Гюстров для обсуждения планов вторжения на территорию Османской империи. Валленштейн пообещал Яхье помощь и заверил самозванца, что он попросит у испанского короля разрешения воспользоваться портом в Бриндизи или Отранто. В одном из этих портов было желательно иметь к августу 1630 года оружие и боеприпасы для перевозки в Турцию, и добыть их нужно было Яхье самому. В попытках добыть оружие и людей самозванец развил бурную деятельность. Он разослал письма своим корреспондентам в Сербии и Македонии, а затем через Хорватию и Триест поехал во Флоренцию. Москетти, свёл его с новым папой Урбаном VIII и Филибертом Савойским, который, по словам священника, стремился освободить Грецию от турок. Через вице-короля Неаполя, герцога Алькала, Яхья передал в Мадрид очередные предложения и просьбы. Тем временем Валленштейн был снят с постов, что в корне изменило ситуацию и сорвало намеченные планы. 

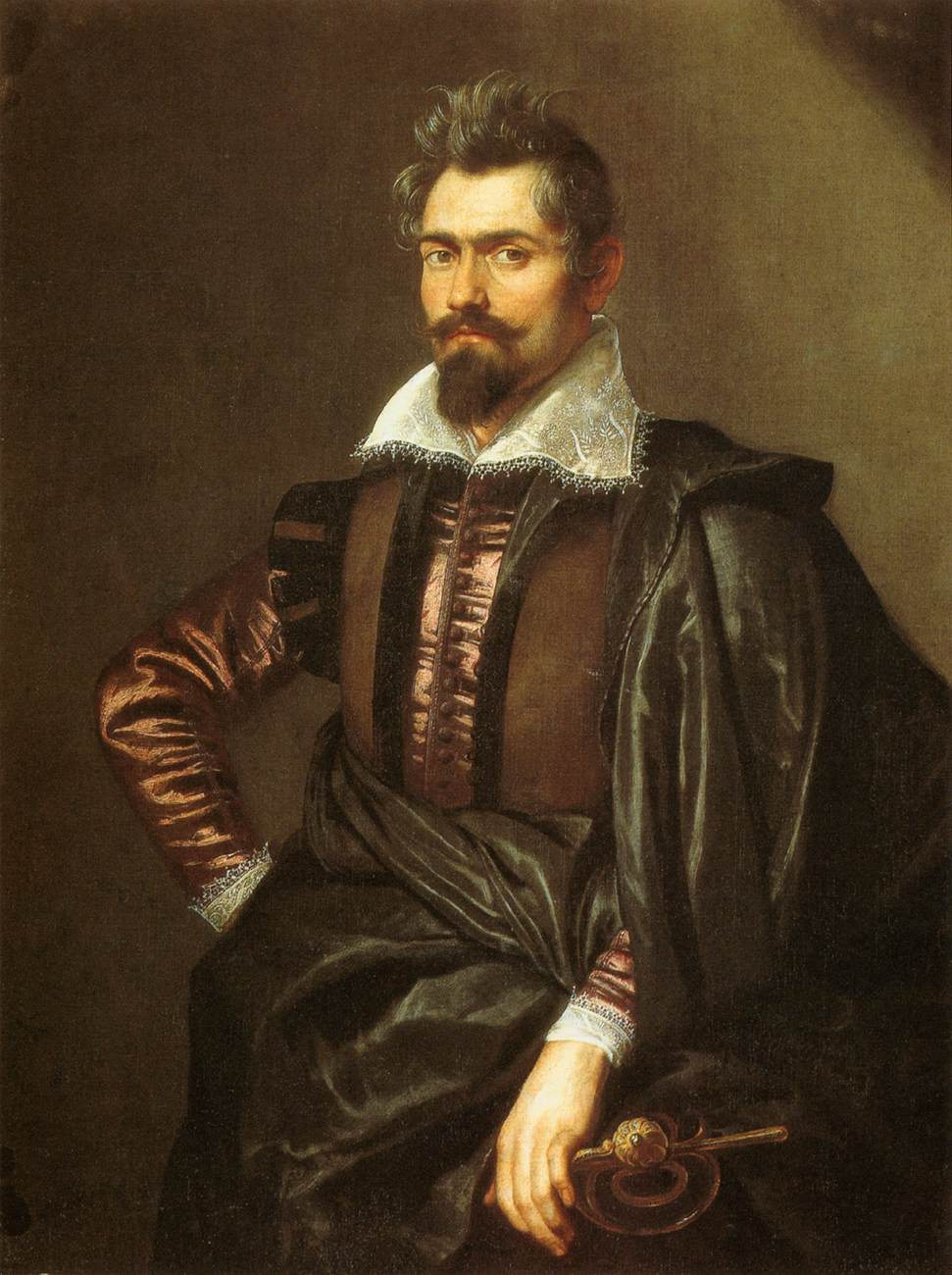
Каспар Шоппе. Рубенс

Ещё несколько лет Яхья писал письма, ездил по Европе и планировал вторжение, но все данные ему обещания оказались неисполненными, поскольку в Европе шла Тридцатилетняя война (1618—1648) и отвлекаться на Османские проекты никто не спешил. Среди контактов Яхьи в это время можно отметить Георга Людовика фон Шварценберга, Филиппа Александра фон Мансфельда, Майолино Бизаччиони. Ему не отказывали, но и не торопились. Примерно в 1630 году Яхья свёл знакомство с Каспаром Шоппе, который заинтересовался планами Яхьи, в течение долгого времени после этого они состояли в переписке. В 1634 году произошло событие, смешавшее все планы Яхьи — был убит поддерживавший его герцог Фридландский. Яхья не потерял надежды после смерти Валленштейна, теперь он сделал ставку на Мальтийский орден. В начале 1635 года претендент написал письмо на Мальту, однако 26 января получил ответ от Магистра ордена с отказом принять его на острове. В 1635 году султан Мурад IV отбыл из Стамбула в Анатолию для ведения Персидской кампании и сложились благоприятные обстоятельства для вторжения на европейские земли империи. Яхья написал в Вену, пытаясь получить помощь императора Фердинанда, но длительные консультации и переговоры при австрийском дворе окончились со смертью императора 13 февраля 1636 года — ещё одна потеря среди тех, кто обещал самозванцу помощь. Яхья решил попытать счастья без помощи европейцев и попытаться в Леванте поднять мятеж среди недовольных османами местных племён. Он отплыл из Мессины как частное лицо под чужим именем в сопровождении нескольких греков. Так вышло, что перед отплытием он помог слуге одного из своих спутников. Вечером этот слуга тайно сообщил претенденту, что подслушал планы своего хозяина: греки собирались сдать Яхью туркам в первом же османском порту. Испуганный, Яхья попросил капитана высадить его в Реджио, так он вернулся в 1639 году в Италию, не достигнув Леванта. 9 февраля 1640 года, не оставив сыновей, умер Мурад IV, которому наследовал его безумный брат Ибрагим I. В этом же году самозванец наведался в Англию, однако и там не нашёл помощи. В 1641 году с Балкан приехал Р. Левакович вместе с болгарином Николаем Матковичем. Они привезли письма от паши Силистрии, паши Тимишоары и Матея Басараба, которые предлагали Яхье приехать и обещали свою помощь. Претендент письмом поблагодарил Матея за поддержку.
В 1644 году Яхья приехал в Ново-Брдо к воеводе, своему двоюродному брату, сыну его тети Флоры; от него Яхья узнал о многих старых друзьях; навестил мать, которая жила в монастыре возле Неврекопа и была счастлива повидать его после многих лет разлуки. В апреле 1645 года двоюродный брат сообщил самозванцу, что она скончалась 14 числа предыдущего месяца в возрасте семидесяти лет. К тому моменту Елена уже почти пол века провела в монастырях.
28 сентября 1644 года эскадра мальтийских рыцарей захватила корабль, на котором некоторые женщины из гарема султана направлялись в хадж. Пристанище после пиратского захвата рыцари нашли на Крите. Ибрагим был в ярости, считается, что это событие послужило поводом к началу Кандийской войны. Герман Чернин фон Шудениц писал, что ходят слухи о подготовке османского флота для нападения на Мальту. Согласно биографии самозванца, именно он угадал (или заметил), что настоящей целью турецкого флота, отплывшего 30 апреля 1645 года, является не Мальта, а Крит. Р. Левакович утверждал, что именно Яхья всех оповестил об этом, в то время, как венецианский посланник доносил, что владениям республики ничего не угрожает. 2 декабря 1646 года Яхья написал Папе Римскому, в Венецию, во Флоренцию и рыцарям Мальты, сообщая о реальной цели османов. Он уехал в Вену и оттуда отправился в Штирию, в Мурау, к графа Шварценбергу, прося его тоже предупредить всех.
Война истощила Австрию, и планы Яхьи находили всё более и более прохладный приём в Вене: император Фердинанд приказал сокращать расходы и поддерживать с Османской империей мир любой ценой. Самозванец предпринял ещё одну попытку: снова написал на Мальту, спрашивая, готовы ли его там принять вместе с сыном. Ответа долго не было, а в это время Венеция, увязнув в военных действиях, согласилась принять предложение претендента. Ему высылали приглашение, и Яхья получил звание полковника, взяв себе имя «Александр Варна». В это время (июнь 1647 года) пришёл положительный ответ от Великого магистра, и вместе с ним пришло письмо от Морица Оранского с поддержкой. В Венецию Яхья приехал с сыном, намереваясь устроить его судьбу. Командующим в этой кампании был назначен генерал Фосколо. Для отплытия в Далмацию необходимо было дождаться 4 тысяч солдат из Пьемонта, но даже к марту 1648 года удалось собрать лишь половину. В это время в августе 1648 года безумный Ибрагим I был смещён и через несколько дней убит, на трон Османской империи взошёл Мехмед IV, которому было 6 лет. Для нападения был удобный момент и 22 августа 1648 года на галере под командованием некоего Оттобони Яхья отплыл в свою последнюю экспедицию. В феврале 1649 года во время осады городка Ризано в Далмации Яхья заболел и вернулся в Котор, но вылечить его уже было невозможно и в возрасте 64 лет он скончался. Похоронили его за государственный счёт.

## Семья
Жена: Анна Катерина Кастриотта, дочь графа Пьеро Дривасто, потомка Скандербега. Родилась в 1608 году.
В связи с ранней потерей отца, дети Яхьи и Анны Катерины воспитывались в доме его друга, графа Луки Фаброни и его жены Лючии.
Сын: Маурицио (1635; Турин—1693; Пальманова).
Дочь: Елена (1638; Турин—1697); с 1658 года замужем за пизанским дворянином Андреа Бьяджи. Её потомство прослеживается до XVIII века.

## В культуре
Фигура Яхьи начала возбуждать интерес у публики практически сразу после его появления в Европе. Яхье посвящены две главы в псевдоисторическом произведении «Anecdotes, ou Histoire secrette de la maison ottomane», написанном Мадлен де Гомес в 1722 году. Оно переведено Острогорским П. П. и издано в России в 1787 году под названием «Анегдоты или достопамятнейшие исторические сокровенные деяния Оттоманского двора».
Шехзаде Яхья является прототипом персонажа сериала «Великолепный век. Империя Кёсем» под именем Искандер (Яхья). По сюжету Искандер (Шехзаде Яхья) является потерянным ребёнком султана Мурада III и Сафие-султан. Роль исполнил турецкий актёр Берк Джанкат.

## Комментарии
1. ↑  Иов Борецкий писал 4 января 1625 года воеводе Путивля Алексею Головину, что Яхья  «сын царя турсково Ахмета»[1]. В.В. Макушев утверждал, что Яхья называл себя сыном Мехмеда IV[2].
2. ↑  «Салтан Иахия Оттоман, во святом крещенье Олександр нареченный»; «салтан Ахия, во святом крещенье Александр, Ототоманус»[3].
3. ↑  Оригинал этой автобиографии затерялся, как и перевод её с греческого на «книжный» язык, который Иов отправил в Москву через Путивль. В Путивле была сделана копия, которая сохранилась[6].
4. ↑  Биография Яхьи пера Леваковича не была напечатана. С переводом автобиографии Яхьи можно ознакомиться в книге «Материалы для истории воссоединения Руси»[7]; пересказ его содержится в статье Усенко[8].
5. ↑  «Турецкая история» была изначально начата Ричардом Ноллсом и продолжена другими авторами. Отрывок о Яхье находится в части, написанной Гримстоном[13].
6. ↑  Марк Стефен Розен, историк из университета Далласа, автор статьи «Son of the Sultan?: Jachia ben Mehmet and the Medici Court»[26].
7. ↑   Дервиш-паша, действительно, был смещён и казнён по обвинению в заговоре[48].
8. ↑  Изображён во время своего визита к Павлу V в 1611 году. Sala dei Corazzieri, Палаццо Квиринале, Рим. 1615—1616.
9. ↑  В 1626 году Яхья знал турецкий, древнегреческий и новогреческий, сербский, латинский, польский, итальянский и французский языки. Немного мог говорить на голландском, испанском, немецком, болгарском и украинском[11].
10. ↑  Катуалди пишет о Филиберте Савойском. Однако в это время герцогом был Карл Эммануил, Филибертом звали его отца и сына, которые к 1627 году давно были мертвы.